# Magee (Mississippi)
Magee város az USA Mississippi államában, Simpson megyében. Lakosainak száma 3988 fő (2020. április 1.).

## Népesség
A település népességének változása:

| 2010 | 4 408 |
| 2020 | 3 988 |